# Кочетова, Зоя Разумниковна
Зо́я Разу́мниковна Ко́четова (по мужу Немирович-Данченко; 15 (27) сентября 1857, Санкт-Петербург — 30 марта (11 апреля) 1892) — академическая певица, артистка московской оперы.

## Биография
Образование получила в Московской консерватории под руководством своей матери А. Д. Александровой-Кочетовой. Обладала хорошо обработанным высоким драматическим сопрано; в 1880—83 солистка московского Большого театра (дебютировала в 1879 в партии Джильды); на сцене московской оперы с 1881 пела с успехом партии Джильды («Риголетто»), Маргариты («Фауст»), Антониды («Жизнь за царя»), Наташи («Русалка» А. Даргомыжского), Людмилы («Руслан и Людмила»), Маргарита Валуа, Лючия ди Ламмермур, Джильда, Виолетта, Офелия, Динора и др.
В 1883 году Кочетова гастролировала с не меньшим успехом на сцене Санкт-Петербургского Мариинского театра и вскоре 1884 уехала за границу, выступая на лучших сценах Италии и Испании. Оставила сцену в 1888 году из-за болезни лёгких. Принимала участие в концертах. С 1891 года жила в Москве. 
Зоя Разумниковна Кочетова умерла 30 марта (11 апреля) 1892 года.